# Toby Bourke
Toby Bourke (Londra, 7 febbraio 1965) è un cantante e cantautore irlandese.

## Biografia
La sua carriera inizia negli anni ottanta nei pub di Londra, dove viene notato e ingaggiato dagli Alarm per aprire i concerti delle loro tournée. Nel 1991 pubblica il suo primo singolo Black is the colour. La canzone contiene espliciti riferimenti alla situazione mediorientale che di lì a poco sfocerà nella Guerra del Golfo.
Negli anni successivi si esibisce in numerosi concerti, acquistando sempre maggiore fama. La sua band comprende personaggi di rilievo della scena musicale internazionale come Andy Mackay dei Roxy Music e Tony Kiley dei Blow Monkeys. Nel 1992 pubblica l'album dal vivo Blood, Sweat & Tears, registrato allo Swan's Nest.
Nel 1997 duetta con George Michael nella canzone Waltz Away Dreaming (che George ha voluto dedicare alla madre Leslie Panayiotou morta di cancro nello stesso anno), con la quale raggiungerà i vertici delle classifiche di vendita, ed entra a far parte dei nuovi talenti supportati dalla Aegean Records. Tuttavia, la casa discografica, gestita dal cugino di George Michael, chiude i battenti poco dopo e Toby è costretto a proseguire altrove la sua carriera.
Nel 2000 esce il singolo House of Love che contiene anche una nuova versione di Waltz Away Dreaming. Nel 2001 viene pubblicato il nuovo album Room 21, con scarso successo, a cui fa seguito, nel 2002, l'ultimo album della sua carriera Home Thoughts From Abroad.

## Discografia
Album in studio
- 2001 – Room 21
- 2002 – Home Thoughts From Abroad

Album dal vivo
- 1992 – Blood, Sweat & Tears

Singoli
- 1997 – Waltz Away Dreaming (con George Michael)
- 1999 – Autopia
- 2000 – House of Love